# F-центр

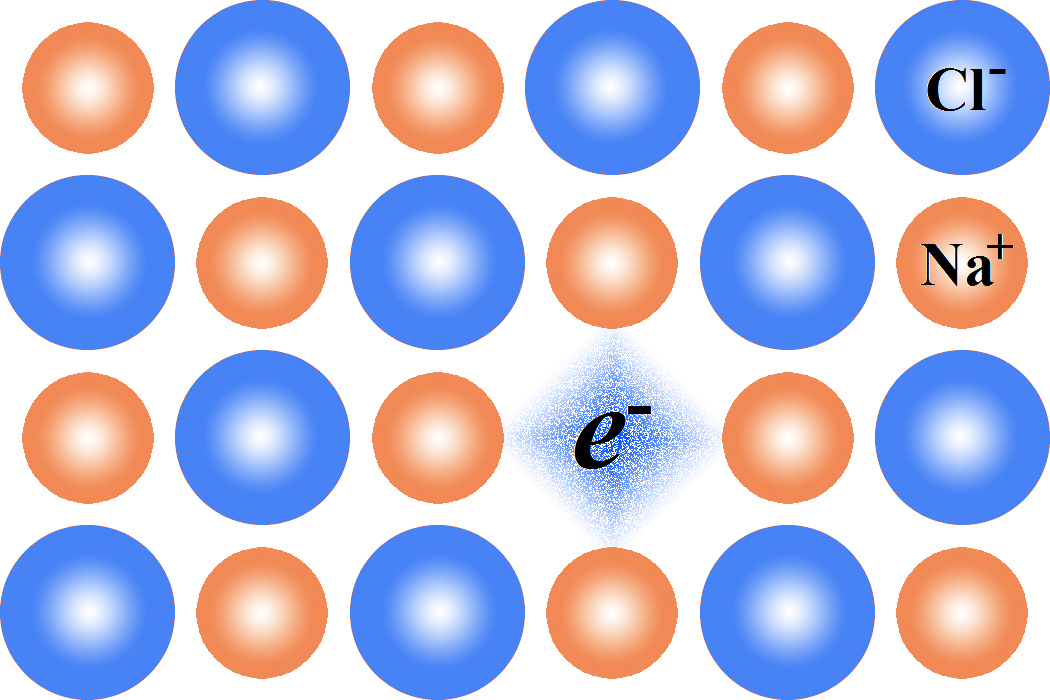
F-центр в NaCl

F-центр (від нім. Farbzentrum) — дефект кристалічної ґратки в іонному кристалі, який виникає завдяки аніонній вакансії. 
F-центри зумовлюють появу додаткових смуг в спектрах поглинання іонних кристалів за високих температур, що призводить до їхнього забарвлення. Так, за нагрівання у власній парі кристали NaCl стають жовтими, кристали KCl — синіми. Саме завдяки цьому забарвленню F-центри отримали свою назву. 
Аніонна вакансія залишає порожнину, оточену додатньо-зарядженими катіонами. Цей надлишок додатнього заряду притягує до себе електрони, створюючи домішковий рівень, енергія якого відповідає оптичному випромінюванню у видимому діапазоні. 
F-центри можуть також виникати при опроміненні іонних кристалів високоенергетичними зарядженими частинками.  